# Kitty Winn
Kitty Michelle Winn (ur. 21 lutego 1944 w Waszyngtonie) – amerykańska aktorka nagrodzona w 1971 Złotą Palmą dla najlepszej aktorki na Międzynarodowym Festiwalu Filmowym w Cannes za rolę w filmie Narkomani (1971; reż. Jerry Schatzberg).
Do innych znanych filmowych kreacji aktorki należy przede wszystkim rola Sharon Spencer w horrorze Egzorcysta (1973) i w jego kontynuacji Egzorcysta II: Heretyk (1977). Zagrała także w kilku produkcjach telewizyjnych. Proponowano jej role w Ojcu chrzestnym oraz główną rolę w filmie Obcy – ósmy pasażer Nostromo. Obie propozycje odrzuciła.
Od końca lat 70. nie gra w filmach.

## Nagrody
- Nagroda na MFF w Cannes Najlepsza aktorka: 1971 Narkomani